# Isodontia paludosa
Isodontia paludosa är en biart som först beskrevs av Pietro Rossi 1790.
Isodontia paludosa ingår i släktet Isodontia och familjen grävsteklar. Inga underarter finns listade i Catalogue of Life.